# Inns of Court
Inns of Court su profesionalna udruženja odvjetnika u Ujedinjenom Kraljevstvu. Svaki odvjetnik u Engleskoj i Walesu mora biti član jedne od četiri odvjetničkih komora. Odvjetničke komore imaju pravo discipliniranja i kažnjavanja svojih članova prema donijetim statutima.
Tijekom stoljeća broj Inns of Court se ustalio te danas djeluju četiri odvjetničke komore:
- Gray's Inn
- Lincoln's Inn
- The Inner Temple
- The Middle Temple